# S/2006 S 3
S/2006 S 3 är en av Saturnus månar. Den upptäcktes 6 mars 2006.
S/2006 S 3 är 6 kilometer i diameter och har ett genomsnittligt avstånd på 21 076 300 kilometer från Saturnus. Den har en lutning av 150,8° till ekliptikan (128,8° till Saturns ekvator) i en retrograd riktning och med en excentricitet av 0,4710.
S/2006 S 3 har ännu inte fått något officiellt namn.